# 先子星
先子星（Preon stars）在理論上是由先子構成的緻密星，這是在理論上組成夸克和輕子的一種次原子粒子。先子星的密度預測是介於中子星和黑洞之間－超過1020 克/立方公分，是極為驚人的。一顆質量與地球相似的先子星，直徑只有網球直徑大小。
這種天體原則上可以藉由經過重力透鏡觀測到的γ射線偵測出來。先子星的存在，或許可以解釋暗物質假說所造成的迷惑。
雖然很難解釋如此輕的物質如何形成如此緻密的天體，但先子星可能誕生於超新星爆发或大爆炸。

## 其它來源
- Article in NatureNews : Splitting the quark（页面存档备份，存于）. (Nov. 2007)